# Umanità (film 1932)
Umanità (Hearts of Humanity) è un film del 1932, diretto da Christy Cabanne e tratto da una storia di Olga Printzlau.

## Trama
Colpito durante una rapina, prima di morire l'agente Tom O'Hara chiede al proprietario del negozio rapinato, Sol Bloom, di prendersi cura di suo figlio Shandy che sta per arrivare dall'Irlanda. Sol, che ha anche lui un figlio, Joey, adotta Shandy, amando entrambi i ragazzi nello stesso modo. Ma Joey, che è stato sempre un irrequieto, ne combina sempre una nuova e serve a poco che Shandy cerchi di coprirlo. Non avendo i dieci dollari che dovrebbero ripagare una finestra rotta da Joey, Shandy ruba un'arpa con cui partecipa a un concorso, vincendolo. Adesso ha finalmente i dieci dollari che gli servono ma, al tempo stesso, il suo cuore onesto è tormentato da ciò che ha fatto, così vaga senza meta per la città sotto un temporale. Sarà un poliziotto a portarlo, febbricitante, a casa dove Joey, pentito, pregherà per la salvezza del fratello, giurando di non fare più lo scavezzacollo. Anche il proprietario dell'arpa restituirà lo strumento al ragazzo malato, le cui condizioni cominciano a migliorare.

## Produzione
Secondo dati riportati da Variety, il film - che fu prodotto dalla Majestic Pictures - fu girato in sei giorni e venne a costare, approssimativamente, trentamila dollari. Per il sonoro, venne utilizzato il sistema Mono RCA Photophone System.

## Distribuzione
Distribuito dalla Capitol Film Exchange, il film uscì nelle sale cinematografiche USA il 1º settembre 1932.